# Artem Poljarus
Artem Ihorovyč Poljarus (in ucraino Артем Ігорович Полярус?; Oleksandrija, 5 luglio 1992) è un calciatore ucraino, centrocampista dell'Urartu.

## Palmarès

### Club

#### Competizioni nazionali
- Kubok FNL: 1

Chimki: 2020